# Ctenidae
Ctenidae là một họ nhện. Những thành viên của chi Phoneutria rất hung hăng và là loài săn mồi ban đêm bằng nọc độc và chỉ có các loài chi này của họ mới gây nguy hiểm cho con người. Tuy nhiên, người ta ít biết về nọc độc của các loài khác thuộc họ này, do đó cần phải cẩn thận đối với nọc độc của tất cả các loài thuộc họ này (some other spiders have a similar groove; e.g., Amaurobiidae).

## Các chi
Được phân loại theo phân họ theo phân loại của Joel Hallan.
- Acantheinae
  - Acantheis Hyatt, 1954
  - Enoploctenus Simon, 1897
  - Petaloctenus Jocqué & Steyn, 1997
- Acanthocteninae
  - Acanthoctenus Keyserling, 1877
  - Nothroctenus Badcock, 1932
  - Viracucha Lehtinen, 1967
  - Bengalla Gray & Thompson, 2001
- Calocteninae
  - Anahita Karsch, 1879
  - Apolania Simon, 1898
  - Caloctenus Keyserling, 1877
  - Diallomus Simon, 1897
  - Gephyroctenus Mello-Leitão, 1936
  - Trujillina Bryant, 1948
- Cteninae
  - Amauropelma Raven, Stumkat & Gray, 2001
  - Ancylometes Bertkau, 1880
  - Asthenoctenus Simon, 1897
  - Celaetycheus Simon, 1897
  - Centroctenus Mello-Leitão, 1929
  - Ctenus Walckenaer, 1805
  - Cupiennius Simon, 1891
  - Isoctenus Bertkau, 1880
  - Leptoctenus L. Koch, 1878
  - Thoriosa Simon, 1910
  - Ctenopsis Schmidt, 1956
  - Incasoctenus Mello-Leitão, 1942
  - Itatiaya Mello-Leitão, 1915
  - Montescueia Carcavallo & Martínez, 1961
  - † Nanoctenus Wunderlich, 1988 — fossil
    - † Nanoctenus longipes Wunderlich, 1988 — dominican amber

  - Paravulsor Mello-Leitão, 1922
- Phoneutriinae
  - Phoneutria Perty, 1833
  - Phymatoctenus Simon, 1897
  - Pseudoctenus Caporiacco, 1949
  - Trogloctenus Lessert, 1935
  - Tuticanus Simon, 1897
- Viridasiinae
  - Viridasius Simon, 1889
  - Vulsor Simon, 1889
  - Wiedenmeyeria Schenkel, 1953
- Incertae sedis
  - Janusia Gray, 1973
  - Mahafalytenus Silva, 2007 — Madagascar (7 species)

## Hình ảnh

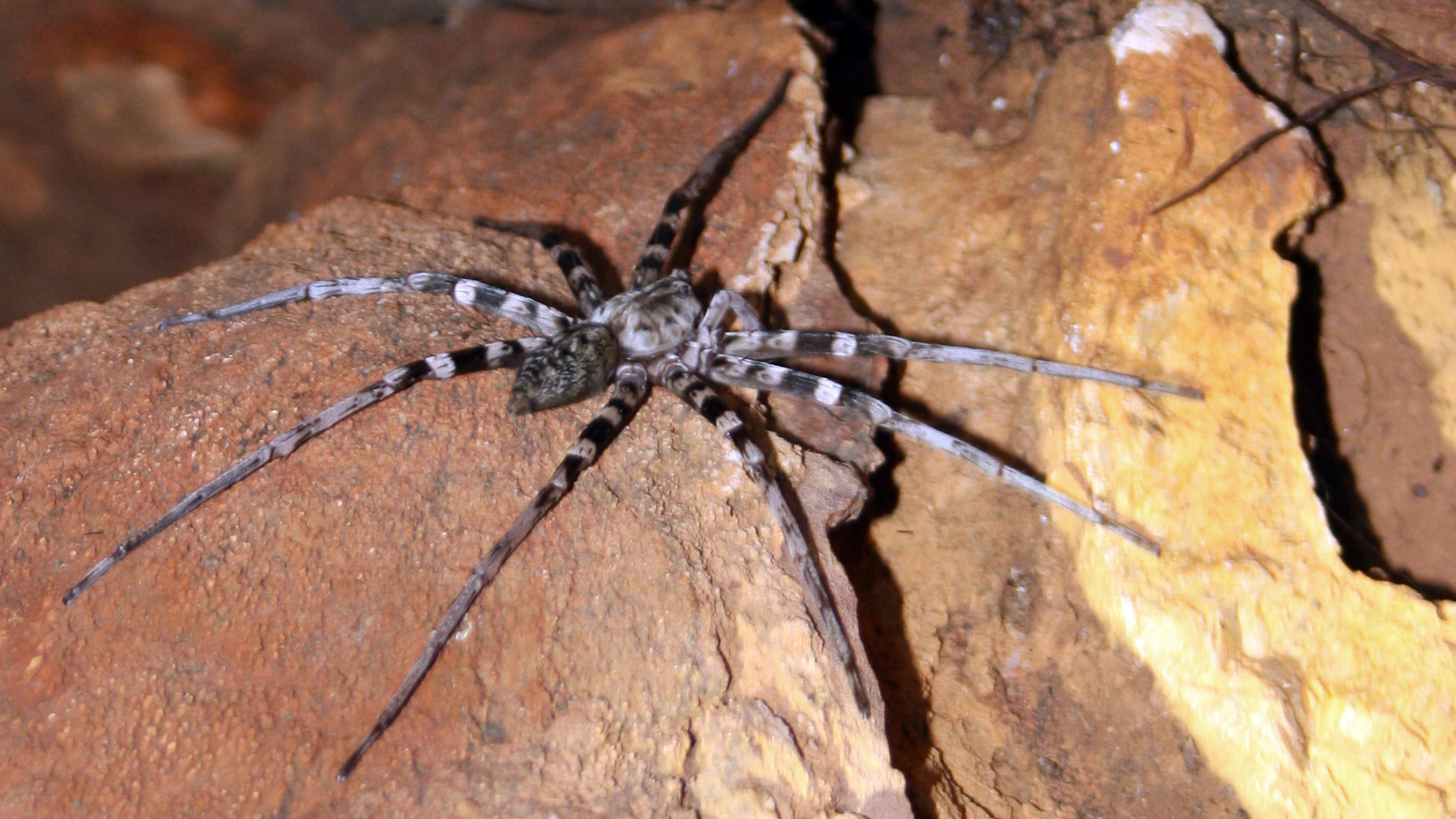
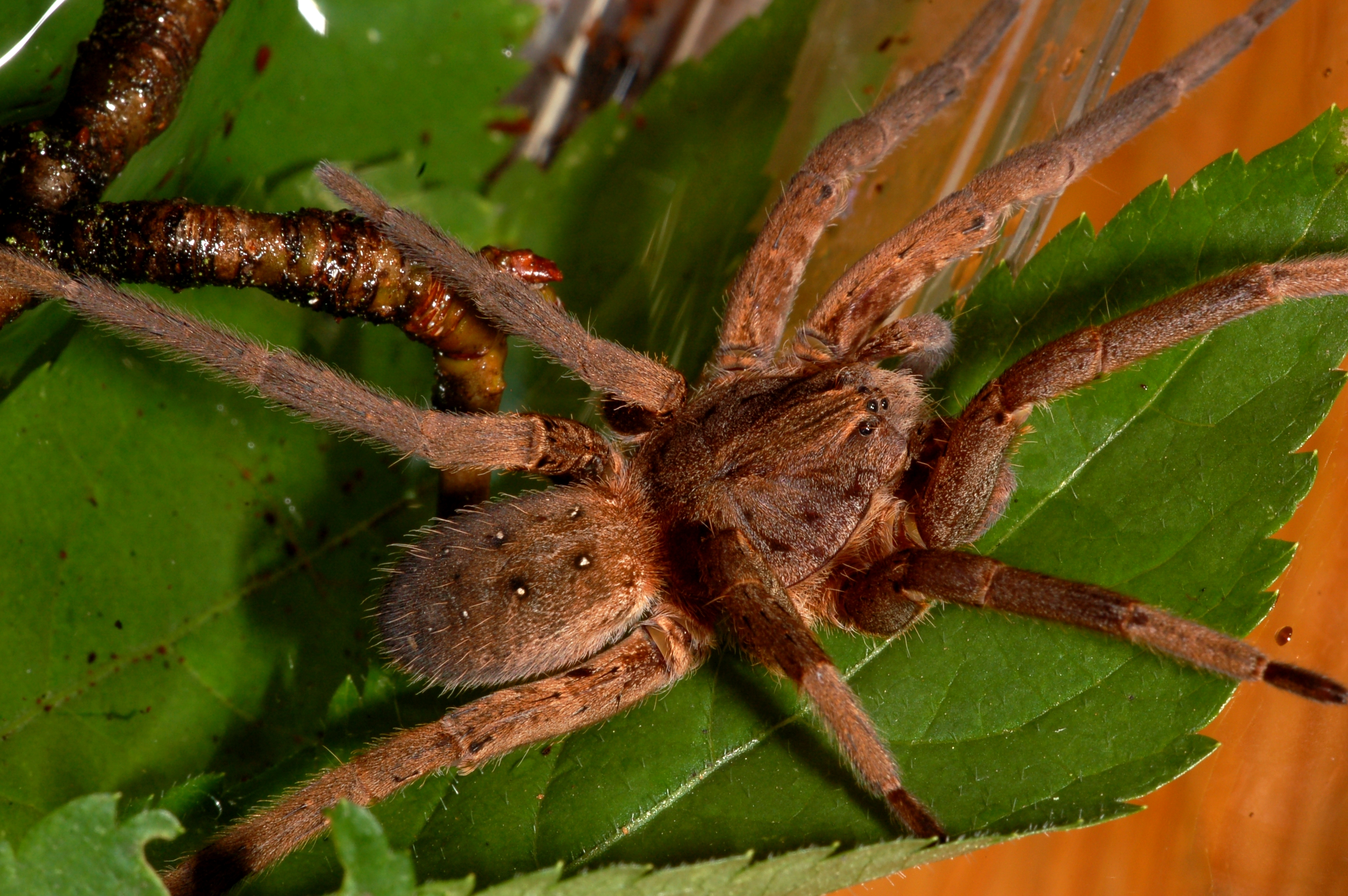